# Clathromorphum obteculum
Clathromorphum obteculum (Foslie) Adey, 1970  é o nome botânico  de uma espécie de algas vermelhas  pluricelulares do gênero Clathromorphum, subfamília Melobesioideae.
- São algas marinhas encontradas no Japão, ilhas Falkland e na Antárctica.

## Sinonímia
- Lithothamnion kerguelenum f. obtectula  Foslie, 1898
- Lithothamnion obtectulum  (Foslie) Foslie, 1900
- Lithophyllum discoideum f. aequabilis  Foslie, 1905
- Lithophyllum aequabile  (Foslie) Foslie, 1906
- Lithophyllum aequabile f. wadelica  Foslie, 1906
- Pseudolithophyllum aequabile  (Foslie) Adey, 1970
- Antarcticophyllum aequabile  (Foslie) M.L. Mendoza, 1976
- Clathromorphum lemoineanum   M.L. Mendoza & Cabioch, 1985